# Beatservice Records
Beatservice Records er et norsk pladeselskab som specialiserer sig i elektronisk musik. Selskabet drives af Vidar Hanssen, og er ligger i Tromsø.

## Band, der har kontrakt med Beatservice Records
- 109th Street Connection
- Addvibe
- Alanïa
- Anon
- Atakama
- B-Code
- Bermuda Triangle
- Bjørn Torske
- Blackbelt Andersen vs Prins Thomas
- Bugge Wesseltoft
- Créme Fraîche
- Debris
- DJ Tripman
- Djingo
- Doc L. Junior
- Download
- Dynamic Bits
- Elak
- Elektronische Geist
- Excess-3
- Front Line Assembly
- Frost
- Gork
- Illumination
- Ismistik
- Jackmaster Dahle
- James
- Jimjam
- Juz-T
- Kahuun
- Kalle Magnus & Daniel
- Kango's Stein Massiv
- Kango & Thang Family
- K.Y.D
- Kim Hiorthøy
- Kohib
- Legotrip
- Lindbæk & Lindstrøm
- Lindstrøm
- Lindstrøm & Prins Thomas
- Lorenzo
- Mental Overdrive
- Monlope
- Moonflowers
- N.U.G. Feat. Easton Davis
- Mudman
- Neural Network
- Nicolette
- Nils Noa & Thomas Øverås
- Nu Headz
- Nubian Soul
- Nood
- Olav Brekke & Sideshow Jøgge
- Olav Brekke Mathisen
- Palace of Pleasure
- Peep-Holes
- Perculator
- Refraïche & Sol
- Rune Lindbæk
- Röyksopp
- Sea
- Simmel
- Sidsel Endresen
- Sketch
- Soul For Life
- Syntax Erik
- Tikiman
- Time Of Madness
- Todd Terje
- Tromsdalen Funk Massive
- Trulz & Robin
- Tuka
- Ultraviolet
- Velvet Belly
- Wilhelm View

| Musik | Spire Denne musikartikel er en spire som bør udbygges. Du er velkommen til at hjælpe Wikipedia ved at udvide den. |